# Resolució 1516 del Consell de Seguretat de les Nacions Unides
La Resolució 1516 del Consell de Seguretat de les Nacions Unides fou adoptada per unanimitat el 20 de novembre de 2003. Després de reafirmar la resolució 1373 (2001), i la necessitat de combatre per tots els mitjans les amenaces a la pau i la seguretat internacionals creades per actes terroristes, va condemnar els atacs amb bombes comesos a Istanbul, Turquia, els dies 15 i 20 de novembre de 2003, que van causar 57 morts i 700 ferits, així com altres actes terroristes perpetrats en diferents països, i va considerar que aquests actes, igual que tot acte de terrorisme, constitueixen una amenaça a la pau i la seguretat.
La resolució va expressar la seva més sentit condol i les seves condolences al poble i al govern de Turquia i del Regne Unit i a les víctimes dels atacs terroristes i als seus familiars, i va exhortar a tots els Estats al fet que, de conformitat amb les obligacions que li incumbeixen en virtut de la resolució 1373, cooperessin en els esforços per trobar als autors, organitzadors i patrocinadors dels atacs terroristes i sotmetre'ls a l'acció de la justícia.
Finalment, el Consell va expressar la seva determinació de combatre totes les formes de terrorisme.